# Astronomical Journal
The Astronomical Journal (AJ) is een internationaal, aan collegiale toetsing onderworpen wetenschappelijk tijdschrift op het gebied van de astronomie. De naam wordt in literatuurverwijzingen meestal afgekort tot Astron. J. of AJ. Het wordt uitgegeven door IOP Publishing namens de American Astronomical Society en verschijnt maandelijks. Het eerste nummer verscheen in 1849.
De Nederlands-Amerikaanse astronoom Dirk Brouwer was lange tijd (van 1941 tot 1966) hoofdredacteur. De huidige hoofdredacteur is Ethan Vishniac.

## Hoofdredacteuren
- 2016–nu  Ethan Vishniac
- 2005–2015      John Gallagher III
- 1984–2004      Paul W. Hodge
- 1980–1983      N. H. Baker
- 1975–1979      N. H. Baker en L. B. Lucy
- 1967–1974      Lodewijk Woltjer (later met Baker en Lucy)
- 1966–1967      Gerald Maurice Clemence
- 1965–1966      Dirk Brouwer en Gerald Maurice Clemence
- 1963–1965      Dirk Brouwer
- 1959–1963      Dirk Brouwer en Harlan James Smith
- 1941–1959      Dirk Brouwer
- 1912–1941      Benjamin Boss
- 1909–1912      Lewis Boss
- 1896–1909      Seth Carlo Chandler
- 1885–1896      Benjamin A. Gould, Jr.
- 1849–1861      Benjamin A. Gould, Jr.